# Богуславський полк
Богуславський полк — адміністративно-територіальна і військова одиниця Правобережної України наприкінці 17-го початку 18-го століть.
Утворений в 1685 році після відновлення козацького устрою на Правобережжі як військовий підрозділ правобережного козацтва у складі Речі Посполитої згідно з королівським привілеєм за участь у Віденській битві. Полковий центр місто Богуслав.
Гарнізон полкової сотні розташувався на заросянській стороні (на території від теперішнього педучилища до монастиря). Сотенними містечками були — Медвин, Синиця (нині села Богуславського району Київської області), Стеблів та інші.
За весь час існування полку єдиним його полковником був Самійло Самусь, котрий одночасно (1693–1704) виконував обов'язки наказного гетьмана правобережних українських полків. У 1704 році він здав гетьманські клейноди Мазепі, котрий відтоді йменувався «Гетьман обох сторін Дніпра». Під час проживання в Богуславі Самусь відбудував монастир і зробив його православним.
Козаки полку в 90-х роках 17 століття брали участь у походах правобережних полків на чолі з Семеном Палієм проти кримських татар, в 1702–1704 роках — у боях проти польської шляхти під Білою Церквою, Бердичевом, Баром, Меджибожем, Немировом, Старокостянтиновом та інших. На початку 1704-го року Самійло Самусь подався на Лівобережжя під зверхність Івана Мазепи, а територія полку, після придушення повстання, потрапила під владу Речі Посполитої.
У 1711–1712 рр. за наказом російської влади більшу частину козаків та цивільних мешканців було силою переселено на Лівобережжя, а полк ліквідовано разом з іншими правобережними полками.